# 長崎県立総合体育館
長崎県立総合体育館（ながさきけんりつそうごうたいいくかん、英: Nagasaki Prefectural General Gymnasium）は、長崎県長崎市油木町にある県立体育館である。体育館の屋根の形がカブトガニに似ていることから、「アリーナかぶとがに」と呼ばれている。スポーツ施設としてだけではなく研修室・会議室を有し、大型コンベンション施設としても利用されている。また、長崎市科学館が隣接している。

## 施設概要
- 敷地面積 - 約27,170㎡
- 延床面積 - 約16,220㎡
- 建築面積 - 約11,680㎡
- 総事業費 - 約62億円
- 設計者 - 株式会社日本設計
- 3つのゾーン
  - メインアリーナ棟
    - 構造 - 鉄筋コンクリート（一部鉄骨）造4階建て
    - フロア面積 - 2,424㎡
      - バレーボール同時に3面、バスケットボール同時に3面、バドミントン同時に12面、テニス同時に3面、ハンドボール同時に1面、卓球同時に28台

    - 観客席数 - 最大5,600席（固定席 2,342席 + 可動席 1,724席 + 移動席 1,534席）

  - サブアリーナ棟
    - 構造 - 鉄筋コンクリート（一部鉄骨）造4階建て
      - 1階・2階 - 武道場
        - フロア面積1,264㎡ - 剣道同時に4面、柔道同時に4面

      - 3階・4階 - サブアリーナ
        - フロア面積1,313㎡ - バレーボール同時に2面、バスケットボール同時に2面、バドミントン同時に6面、テニス同時に1面、卓球同時に15台

  - スポーツ科学・管理棟
    - 構造 - 鉄筋コンクリート（一部鉄骨）造2階建て - 研修施設、会議室、体力測定・体力相談室、管理室

  - 附属施設 - トレーニング室、ジョギングコース、多目的室、レストラン等。

## 沿革
- 1988年（昭和63年）
  - 1月19日 - 長崎市体育協会（会長：川崎周之）と長崎市議会スポーツ振興議員懇話会（会長：中村七生）が本島等長崎市長に県立野球場と県立体育館を誘致し、スポーツ施設を充実させるように求める要望書が提出された。
  - 4月16日 - 本島等長崎市長が柴田副知事を訪ね、県立野球場と県立総合体育館の長崎市への設置を要望する。
  - 7月18日 - 長崎市議会定例会最終本会議において、県立野球場および県立体育館の長崎市設置の決議案を全会一致で可決される。
  - 9月22日 - 県立体育施設建設に関する協議会が初会合が開かれる。
    - 激しい誘致合戦が続く県営野球場と県立体育館の建設問題で、適地を選定するための協議組織として、長崎県教育委員会が設置される。
    - 委員は候補地に名乗りを上げた市町長4名（長崎市・諫早市・大村市・小浜町）、県体育協会（以下県体協）3名、競技団体3名、県スポーツ振興審議会3名、学識経験者3名、行政2名の計18名で構成され、座長には小川雄一郎県体協会長が選ばれた。

  - 9月26日 - 長崎市に野球場をつくる市民の会（会長：平川純一）代表が、高田勇長崎県知事、本島等長崎市長に会い、11万2,671名分の署名を添えて、松山地区に野球場、油木地区に体育館建設を陳情する。
  - 10月3日 - 本島長崎市長（当時）が、市議会各派代表者会議において、県立体育館を油木町の長崎市立長崎商業高等学校跡地に建設したいと表明する。
  - 10月5日 - 黒岩長崎市教育長（当時）が、伊藤長崎県教育長に県立体育館を長崎市立長崎商業高等学校跡地に建設を求める要望書が提出される。
    - 1983年（昭和58年）から、長崎市は老朽化した国際体育館（現：長崎市松山市民プール）に代わる県立体育館を県に要望していた。
    - この日までに、長崎市油木町、大村市幸町（大村市役所裏）、南高来郡の小浜町南木指の候補地が出そろった。

  - 11月22日 - 県営体育施設建設に関する協議会（座長：小川雄一郎県体協理事長、委員17名）が、県立体育館は長崎市油木町の長崎市立長崎商業高等学校跡地が適当との結論を出す。
  - 12月1日 - 高田県知事が、長崎県議会定例会本会議において、県立体育館を長崎市立長崎商業高等学校跡地へ建設する考えを表明する。
- 1992年（平成4年）3月 - 長崎市立長崎商業高等学校跡地に着工する。
- 1994年（平成6年）1月 - 完成。

## 所在地
- 〒852-8035 長崎県長崎市油木町7番1号（北緯32度46分43.6秒 東経129度51分17.7秒 / 北緯32.778778度 東経129.854917度）
  - 長崎市立長崎商業高等学校跡地に建設された。

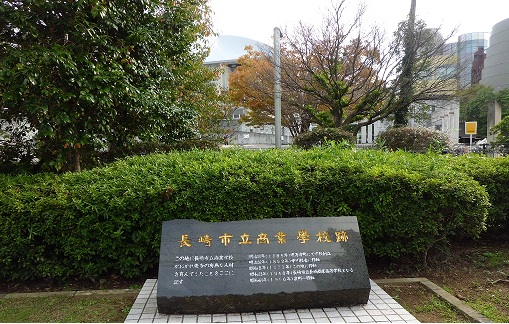
長崎市立商業学校・長崎市立長崎商業高等学校跡を表す碑
（油木町 長崎県立総合体育館入口）

## アクセス
- 最寄りのバス停
  - 長崎バス
    - 「油木町」、「護国神社裏」バス停（下車後すぐ）
      - 長崎駅方面より、4番系統の「下大橋」行きに乗車。

    - 「下大橋」バス停（下車後、平坦な道を5～10分）
      - 長崎駅方面から、8番系統「下大橋」行きのバスに乗車。

    - 「大橋町」バス停（下車後、平坦な道を徒歩10～15分）
      - 長崎駅・浦上駅方面からは、1番・2番系統のバスに乗車。
      - 時津町・長与町・道の尾・住吉方面からは、20番系統のバスに乗車。
- 最寄りの電停
  - 長崎電気軌道（路面電車）
    - 「大橋電停」で下車後、平坦な道を徒歩約10～15分。
- 最寄りの国道
  - 国道206号
    - 長崎駅・浦上駅方面からは「大橋交差点」で左折（時津・長与・住吉方面からは右折。）
    - 浦上川を渡った後、直進する。
    - 駐車場 - 普通乗用車103台、バス6台、身障者専用4台

## 周辺
- 長崎市科学館
- 長崎交通公園（主に児童への交通安全指導・講習が行われている。）
  - 1971年（昭和46年）7月1日に九州では初めて開園。（旧警察学校跡地）
- 護国神社
- 長崎県営野球場（ビッグNスタジアム）
- ヤマダデンキ 家電住まいる館YAMADA長崎本店
- 城栄公園
- リンガーハット大橋球場前店
- 長崎バス大橋営業所
- TSUTAYAスペース・エム城栄店
- 城栄町商店街
- 長崎市立緑が丘中学校

## 使用チーム
- 長崎ヴェルカ（B.LEAGUE）2020-21シーズンから2023-24シーズンまでホームアリーナとして使用予定

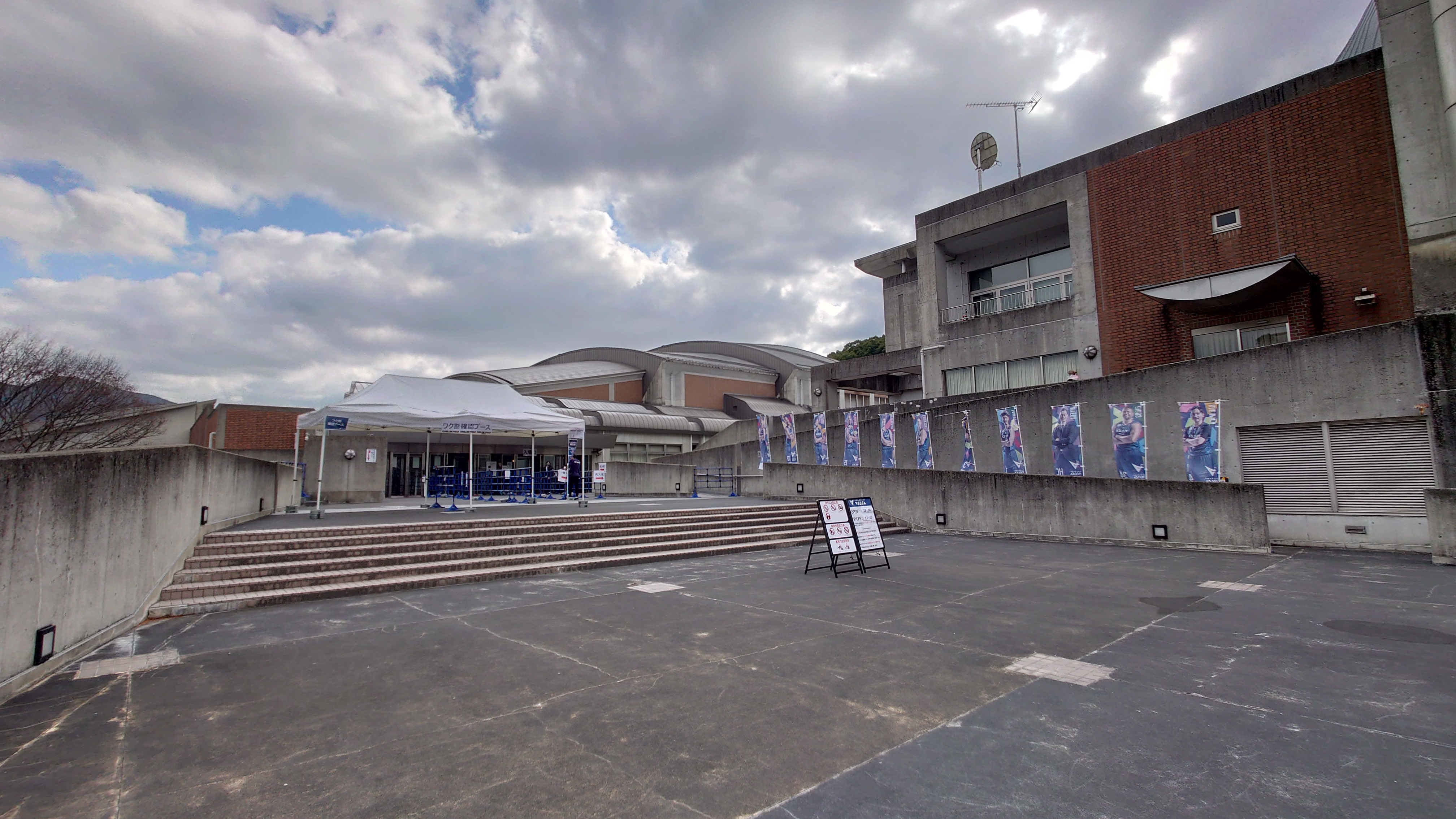
2022年12月31日長崎ヴェルカ主催試合時装飾

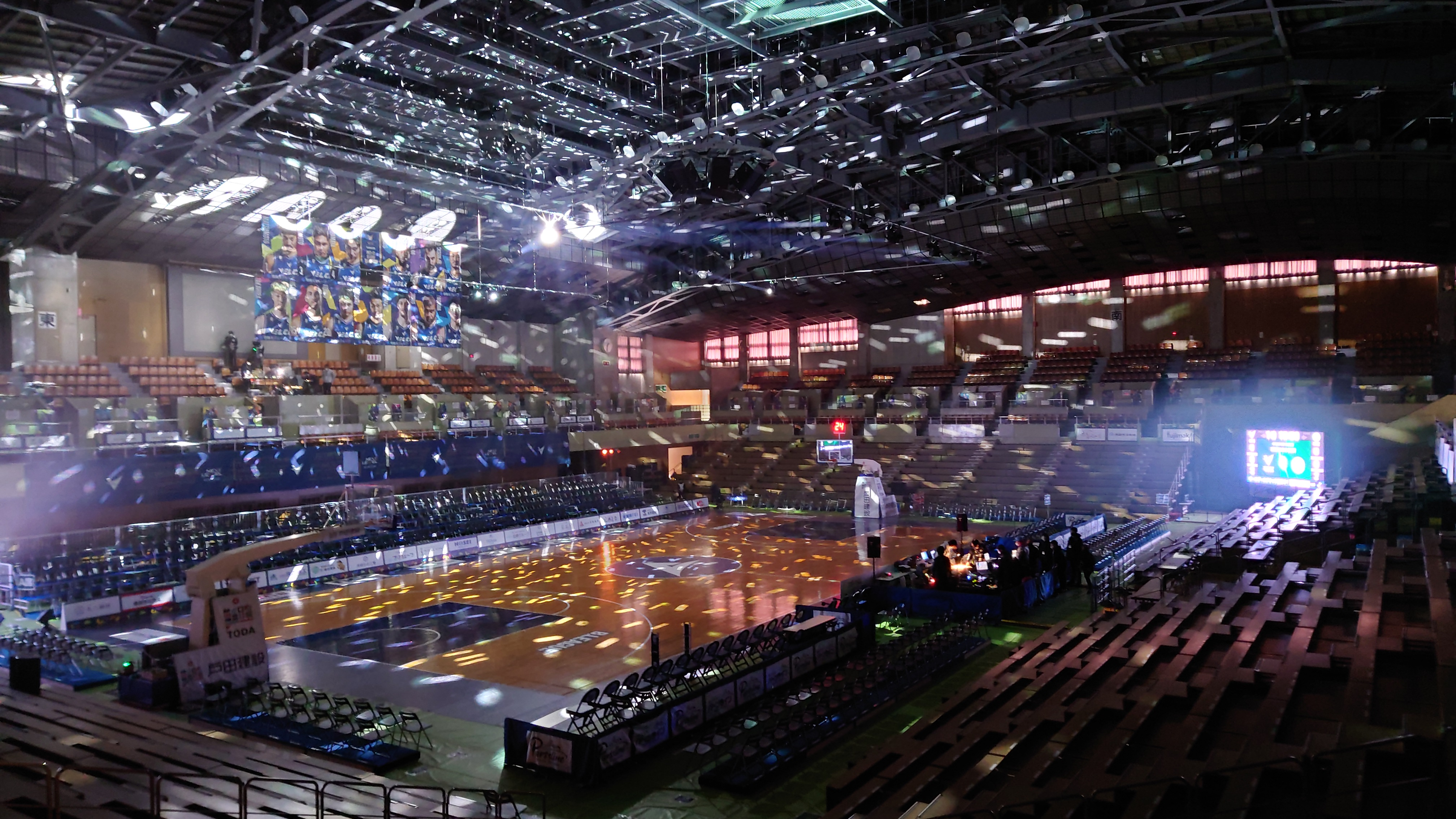
2022年12月31日長崎ヴェルカ主催試合時メインアリーナ